# Zatoka Giżygińska
Zatoka Giżygińska (ros. Гижигинская губа, Giżyginskaja guba) – zatoka Morza Ochockiego, w azjatyckiej części Rosji; drugorzędna zatoka Zatoki Szelichowa.
Leży w północno-zachodniej części Zatoki Szelichowa, oddzielona półwyspem Tajgonos od Zatoki Penżyńskiej; długość 148 km, szerokość u wejścia 260 km, głębokość do 88 m; od października do kwietnia pokryta lodem.